# فوگوسوکوس
فوگوسوکوس (نام علمی: ') نام یک سرده از تیره سرخ‌سوسماران است.